# Jerry Maguire
Pour plus de détails, voir Fiche technique et Distribution.
Jerry Maguire est une comédie dramatique américaine, réalisée par Cameron Crowe, sortie en 1996. Il raconte l'histoire d'un agent sportif nommé Jerry Maguire (Tom Cruise), riche, beau et célèbre, qui connait une traversée du désert.
L'idée du film s'inspire d'une expérience que l'agent sportif Leigh Steinberg, consultant technique sur le film, a eue avec son client Tim McDonald (en) au cours de la saison 1993 de la NFL quand les agents libres ont été autorisés,,. Le film est également inspiré en partie par un mémo de 28 pages écrit à la Walt Disney Company en 1991 par Jeffrey Katzenberg.
Jerry Maguire reçoit des critiques positives qui saluent le jeu de ses acteurs et son scénario. Il rapporte plus de 273 millions $ de recettes dans le monde pour un budget de 50 millions $. C'est le neuvième plus grand succès de l'année 1996. Il est nommé aux Oscars dans cinq catégories, dont celles de meilleur film et meilleur acteur pour Cruise, et Cuba Gooding Jr. remporte l'Oscar du meilleur acteur dans un second rôle. Il est nommé dans trois catégories aux Golden Globes, Cruise remportant le prix du meilleur acteur dans un film musical ou une comédie, et trois Screen Actors Guild Awards, Gooding remportant le prix du meilleur acteur dans un second rôle.

## Synopsis
Jerry Maguire est un agent des stars du sport américain riche, beau et célèbre. Mais sa vie mondaine et factice lui pèse, et une nuit il se remet en question dans une note qu'il rédige, où il tente de définir le sens qu'il voudrait donner à sa vie. Cette note va provoquer son licenciement et tous ses amis vont le trahir. Seuls Dorothy, l'une de ses collègues, et Rod, un footballeur facétieux, vont lui rester fidèles.

## Fiche technique
- Titre original et français : Jerry Maguire
- Scénario et réalisation : Cameron Crowe
- Musique : Nancy Wilson et Pete Townshend
- Photographie : Janusz Kaminski
- Montage : Joe Hutshing
- Décors : Stephen J. Lineweaver
- Costumes : Betsy Heimann
- Production : James L. Brooks, Cameron Crowe, Laurence Mark (en) et Richard Sakai
  - Production exécutive : Bridget Johnson
- Société de production : Tristar Pictures
- Pays de production : États-Unis
- Genre : comédie dramatique, romance
- Durée : 138 minutes
- Dates de sortie :
  - États-Unis : 6 décembre 1996 (première à New York) ; 7 décembre 1996 (première à Westwood) ; 9 décembre 1996 (sortie nationale)
  - France : 5 mars 1997
- Classification : tous publics[Où ?]

## Distribution
Légende : VF = Version Française et VQ = Version Québécoise
- Tom Cruise (VF : Serge Faliu ; VQ : Gilbert Lachance) : Jerry Maguire
- Renée Zellweger (VF : Marie-Laure Dougnac ; VQ : Valérie Gagné) : Dorothy Boyd / Dorothy Maguire
- Cuba Gooding Jr. (VF : Thierry Desroses ; VQ : Pierre Auger) : Rod Tidwell
- Jay Mohr (VF : Thierry Ragueneau ; VQ : Jacques Lussier) : Bob Sugar
- Bonnie Hunt (VF : Marie-Christine Bagens ; VQ : Claudie Verdant) : Laurel, la sœur de Dorothy
- Kelly Preston (VF : Catherine Le Hénan ; VQ : Marie-Andrée Corneille) : Avery Bishop
- Jerry O'Connell (VF : Jérôme Rebbot ; VQ : Sylvain Hétu) : Frank Cushman
- Regina King (VF : Maïk Darah ; VQ : Pascale Montpetit) : Marcee Tidwell
- Jonathan Lipnicki (VF : Paul Nivet) : Ray Boyd
- Jeremy Suarez (VF : Arthur Pestel ; VQ : Pierre Auger) : Tyson Tidwell
- Aries Spears (VQ : François L'Écuyer) : Teepee Tidwell
- Todd Louiso : Chad le baby-sitter
- Mark Pellington : Bill Dooler
- Jared Jussim : Dicky Fox
- Beau Bridges (VF : Bernard-Pierre Donnadieu ; VQ : Jean-Marie Moncelet) : Matt Cushman (non crédité)
- Ingrid Beer : Anne-Louise
- Glenn Frey (VF : Philippe Vincent) : Dennis Wilburn
- Drake Bell : Jesse Remo
- Donal Logue (VQ : Francis Bergonzat) : Rick
- Christine Cavanaugh : Mme Remo
- Toby Huss : Steve Remo
- Todd Louiso (VQ : Antoine Durand) : Chad
- Eric Stoltz : Ethan Valhere
- Lucy Liu : une des anciennes petites amies (créditée Lucy Alexis Liu)
- Ivana Milicevic : une des anciennes petites amies
- Katarina Witt : apparition
- Lisa Ann Hadley

## Distinctions

### Récompenses
- Oscar du meilleur acteur dans un second rôle pour Cuba Gooding Jr.
- Golden Globe du meilleur acteur dans un film musical ou une comédie pour Tom Cruise
- MTV Movie Awards 1997 de la meilleure performance masculine pour Tom Cruise.

### Nominations
- Oscars 1997 :
  - Meilleur film
  - Meilleur acteur pour Tom Cruise
  - Meilleur scénario original
  - Meilleure photographie
- Golden Globes 1997 : Meilleur acteur dans un second rôle pour Cuba Gooding Jr